# Helene von Druskowitz
Helene von Druskowitz (née Helena Maria Franziska Druschkovich le 2 mai 1856 et morte le 31 mai 1918) est une philosophe autrichienne, écrivaine et critique musicale. Elle est la deuxième femme à obtenir un doctorat en philosophie, à Zurich. Elle publie généralement sous un pseudonyme masculin en raison du sexisme prédominant. 

## Biographie
Helene Druskowitz naît à Hietzing, à Vienne. En 1874, elle s'installe à Zurich et termine son abitur en 1878. Elle suit des études de philosophie, d'archéologie, de littérature allemande, d'orientalisme et de langues modernes. Elle devient la première femme autrichienne et la deuxième étudiante de langue allemande, après la polonaise Stefania Wolicka, à obtenir un doctorat en philosophie, avec une thèse sur le Don Juan de Lord Byron. Elle travaille ensuite comme professeure d'histoire littéraire dans différentes universités (Vienne, Zurich, Munich, Bâle). Puis elle voyage en Afrique du Nord, en France, en Italie et en Espagne avant de retourner à Vienne. En 1881, elle rencontre Marie von Ebner-Eschenbach qui l'introduit dans son cercle littéraire. Trois ans plus tard, elle fait la connaissance de Lou Andreas Salomé et Friedrich Nietzsche, à qui elle est présentée grâce au cercle de Malwida von Meysenbug. Hélène Druskowitz est l'une des rares privilégiées à recevoir un exemplaire du quatrième livre de Ainsi parlait Zarathoustra, publié aux frais de l'auteur. Cependant, son amitié avec Nietzsche ne dure pas longtemps. 
Le frère d'Hélène Druskowitz meurt en 1886 et sa mère en 1888. En 1887, elle entame une relation amoureuse à Dresde avec la chanteuse d'opéra Therese Malten. Elle  commence à boire avec excès et a également des problèmes de drogue. Après sa rupture sentimentale en 1891, elle finit par sombrer dans l'alcoolisme et est envoyée en 1891 dans un hôpital psychiatrique de Dresde.  
Elle meurt fin mai 1918 à Mauer-Öhling, un quartier d'Amstetten, Autriche, de dysenterie, après avoir passé les 27 dernières années de sa vie dans un établissement psychiatrique. 

### Philosophe et écrivaine
En 1885, Helene Druskowitz publie un ouvrage sur Drei englische Dichterinnen: Essays (Trois écrivaines anglaises), Joanna Baillie, Elizabeth Barrett Browning et George Eliot.  
Pendant son internement en hôpital psychiatrique, elle continue à écrire et à publier jusqu'en 1905. Elle contribue à fonder les revues féministes Der heilige Kampf (Le combat sacré) et Der Federuf (L'appel à Feud). Druskowitz critique à la fois la religion, le sexisme et, après sa rupture avec Nietzsche, sa philosophie. 
En mai 2011, lors du Festival de la Ménagerie, Cléo Mieulet dans Paroles de femmes, lit des textes de Helen von Druskowitz et Virginie Despentes. « La mise en miroir de ces deux femmes qui perpétuent une forme du combat féministe à travers les siècles, révèle les multiples facettes des questions qui abordent la féminité et le féminin » précise la note de présentation de cette lecture. 
En octobre 2016, se déroule la Conférence Helene von Druskowitz et la position des femmes sous la monarchie Austro-Hongroise. À cette occasion Luka Boršić et Ivana Skuhala Karasman[Qui ?], font un parallèle entre la virulente critique de la religion d’Helene von Druskowitz et celle de Zofka Kveder.

## Œuvres
- (de) Sultan und Prinz : Trauerspiel in 5 Aufz, Vienne, Sultan und Prinz: Trauerspiel in 5 Aufz, 1881
- (de) Der Präsident vom Zitherclub, 1883–84
- (de) Percy Bysshe Shelley (Classic Reprint), Forgotten Books, 2018 (1re éd. 1884), 410 p. (ISBN 133390486X, présentation en ligne)
- (de) Drei englische Dichterinnen : Essays (Trois écrivaines anglaises), Berlin, 1885
- (de) Moderne Versuche Eines Religionsersatzes, Hansebooks, 2016 (1re éd. 1886), 96 p. (ISBN 3743346877, présentation en ligne)
- (de) Wie ist Verantwortung und Zurechnung ohne Annahme der Willensfreiheit möglich ? : Eine Untersuchung, Heidelberg, Weiss, 1887
- (de) Zur neuen Lehre. Betrachtungenlieu=Heidelberg, 1888
- (de) Zur Begründung einer neuen Weltanschauung (Zur neuen Lehre), Wittenberg Herrose & Ziemsen, 1889
- (de) Eugen Dühring. Eine Studie zu seiner Würdigung, Heidelberg, G. Weiss, 1889
- (de) Aspasie, 1889
- (de) Die Pädagogin, dramatischer Scherz in drei Akten, Leipzig, Metzger & Wittig, 1890
- (de) Philosophischer Rundfragebogen, 1903
- (avec Hinrike Gronewold,  Traute Hensch)(de) Der Mann als logische und sittliche Unmöglichkeit und als Fluch der Welt : pessimistiche Kardinalsätze, Freiburg, Kore, 1988

## Lire également
- Féminisme
- Friedrich Nietzsche